# Glenea collarti
Glenea collarti là một loài bọ cánh cứng trong họ Cerambycidae.